# Alejandro Gómez (athlète)
Pour les articles homonymes, voir Gómez.
Alejandro Gómez Cabral, né le 11 avril 1967 à Vigo et mort le 31 janvier 2021 à Pontevedra, est un coureur de fond espagnol spécialisé dans le marathon et le cross-country.

## Palmarès
| Date | Compétition                            | Lieu                        | Résultat    | Épreuve                | Performance |
| ---- | -------------------------------------- | --------------------------- | ----------- | ---------------------- | ----------- |
| 1985 | Championnats d'Europe juniors          | Cottbus, Allemagne de l'Est | 13e         | 3000 m                 | 8:18.42     |
| 1985 | Championnats du monde de cross-country | Lisbonne, Portugal          | 16e         | Junior race            | 23:30       |
| 1986 | Championnats du monde juniors          | Athènes, Grèce              | 2e          | 5000 m                 | 13:55.94    |
| 1986 | Championnats du monde de cross-country | Neuchâtel, Suisse           | 8e          | Junior race            | 23:17       |
| 1987 | Championnats du monde de cross-country | Varsovie, Pologne           | 114e        | Long race              | 38:48       |
| 1988 | Championnats du monde de cross-country | Auckland, Nouvelle-Zélande  | 24e         | Long race              | 36:24       |
| 1988 | Jeux olympiques                        | Séoul, Corée du Sud         | demi-finale | 5 000 m                | 13:41.73    |
| 1989 | Championnats du monde de cross-country | Stavanger, Norvège          | 6e          | Long race              | 40:29       |
| 1989 | Championnats du monde de cross-country | Stavanger, Norvège          | 5th         | Par équipe             | 189 pts     |
| 1990 | Championnats du monde de cross-country | Aix-les-Bains, France       | 32e         | Senior race (12.2 km)  | 35:24       |
| 1990 | Championnats du monde de cross-country | Aix-les-Bains, France       | 3e          | Par équipe             | 176 pts     |
| 1990 | Championnats d'Europe                  | Split, Yougoslavie          | 10e         | 10 000m                | 28:16.06    |
| 1991 | Championnats du monde de cross-country | Anvers, Belgique            | 14e         | Long race (11.764 km)  | 34:36       |
| 1991 | Championnats du monde de cross-country | Anvers, Belgique            | 3e          | Par équipe             | 198 pts     |
| 1992 | Championnats du monde de semi-marathon | Newcastle, Royaume-Uni      | 9e          | Half marathon          | 1:01:20     |
| 1992 | Jeux olympiques                        | Barcelone, Espagne          | demi-finale | 10 000 m               | DNF         |
| 1995 | Championnats du monde de cross-country | Durham, Royaume-Uni         | 28e         | Senior race (12.02 km) | 35:30       |
| 1995 | Championnats du monde de cross-country | Durham, Royaume-Uni         | 3e          | Par équipe             | 120 pts     |
| 1996 | Jeux olympiques                        | Atlanta, États-Unis         | 15e         | 10 000 m               | 28:39.11    |
| 1996 | Championnats du monde de semi-marathon | Palma de Majorque, Espagne  | 8e          | Semi-marathon          | 1:02:47     |
| 1996 | Championnats du monde de semi-marathon | Palma de Majorque, Espagne  | 2e          | Par équipe             | 3:08:36     |
| 1998 | Championnats d'Europe                  | Budapest, Hongrie           | 5e          | Marathon               | 2:13:23     |
| 1999 | Championnats du monde d'athlétisme     | Séville, Espagne            | 40e         | Marathon               | 2:26:40     |
| 2002 | Championnats d'Europe                  | Munich, Allemagne           | 6e          | Marathon               | 2:13:40     |
| 2003 | Championnats du monde d'athlétisme     | Paris, France               | —           | Marathon               | DNF         |

### Records personnels
- 1500 mètres - 3:39.18 min (1991)
- 3000 mètres - 7:47,7 min (1989)
- 3000 mètres steeple - 8:33,6 min (1989)
- 5000 mètres - 13:20.91 min (1989)
- 10000 mètres - 27:39,38 min (1993)
- Semi-marathon - 1 h 01 min 20 s (1992)
- Marathon - 2:07:54 heures (1997)